# Axel Müller
Axel Müller, född 3 januari 1992, är en schweizisk bågskytt. Han deltog vid olympiska sommarspelen 2012.